# Gazelle (Pipeline)

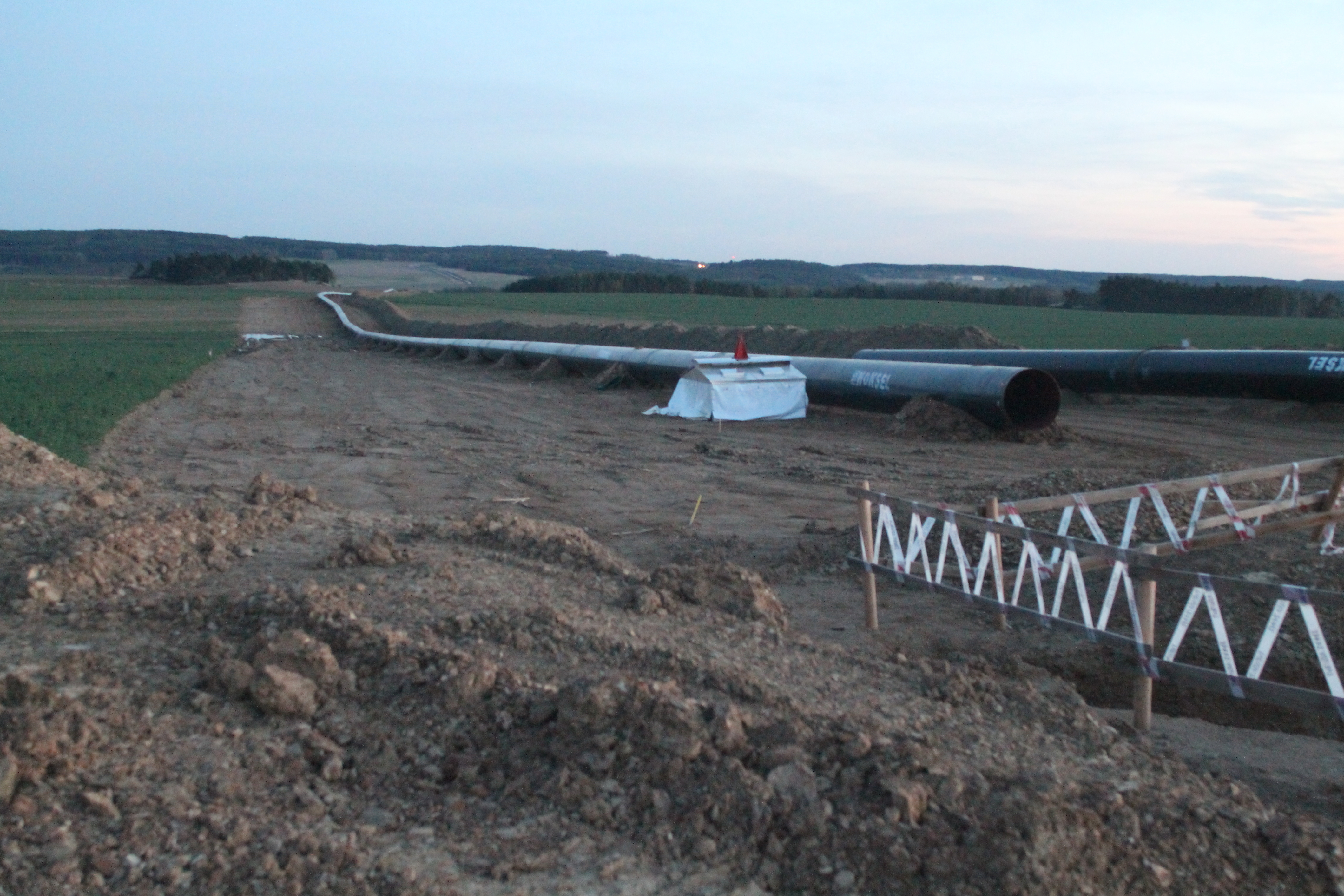
GAZELLE während der Bauarbeiten (nahe Stříbro)

Gazelle (Schreibweise des Betreibers: GAZELLE; international auch bekannt als GAZELA) ist eine Erdgas-Pipeline in Tschechien.
Die Pipeline dient vornehmlich der Durchleitung von russischem Erdgas nach Westeuropa. Betreiber ist Net4Gas. Der Bau begann im Oktober 2010 und im Januar 2013 ging die Leitung in Betrieb. Man rechnet mit einer Kapazität von 30 bis 33 Mrd. m³ Gas pro Jahr.
Die Pipeline beginnt im Nordosten an der deutsch-tschechischen Grenze bei Olbernhau (Sachsen, Deutschland) und Brandov (Nordböhmen, Tschechien). Hier knüpft die Leitung an das südliche Ende der Ostsee-Pipeline-Anbindungsleitung (OPAL) an. Weiterhin bestehen hier auf deutscher Seite Verbindungen zur Sachsen-Thüringen-Erdgas-Leitung (STEGAL) und zur Mitteleuropäischen Transversale (MET) sowie auf tschechischer Seite zum nördlichen Ende der Transgas-Pipeline.
Das südwestliche Ende der Trasse liegt an der tschechisch-deutschen Grenze bei Rozvadov (Tschechien) und Waidhaus (Bayern, Deutschland). Dort erfolgt auf deutscher Seite die Übergabe an den Nordzweig der Mittel-Europäischen-Gasleitung (MEGAL); auf tschechischer Seite besteht Verbindung zum südlichen Zweig der Transgas-Pipeline.